# پرودوس ۴۸
پرودوس ۴۸ (انگلیسی: Produce 48; کره‌ای: 프로듀스 ۴۸) فصل سوم برنامه واقع‌نمای پرودوس ۱۰۱ است. این برنامه یک پروژهٔ بزرگی بود که عموم مردم که به آنها «تهیه‌کنندگان ملی» گفته می‌شود، برای انتخاب اعضای یک گروه دخترانه از میان ۹۶ شرکت کننده از کره جنوبی و ژاپن و همچنین انتخاب کانسپت گروه، نام گروه و نخستین تک‌آهنگ گروه رای می‌دهند. این برنامه یک همکاری بین پرودوس ۱۰۱ در شبکه ام‌نت و گروه آیدل جی پاپ، ای‌کی‌بی ۴۸ بود. ۱۲ شرکت کنندهٔ برنده که از طریق رای‌گیری بینندگان کره جنوبی انتخاب شدند، به مدت دو سال و شش ماه به عنوان یک گروه فعالیت خواهند کرد. برندگان نهایی پرودوس ۴۸ تحت نام گروه آیز*وان در ۳۱ اوت ۲۰۱۸ فعالیت خود را آغاز کردند.
این برنامه از ۱۵ ژوئن تا ۳۱ اوت ۲۰۱۸ برای ۱۲ قسمت پخش شد. کارگردانی این برنامه بر عهدهٔ آن جون یونگ بود که کارگردانی دو فصل نخست پرودوس ۱۰۱ را نیز بر عهده داشت.

## عوامل
پرودوس ۴۸ توسط لی سونگ-گی اجرا شد. هنرمندان دیگری که در این برنامه حضور داشتند:
- مربی‌های وکال:
  - لی هونگ-کی
  - سویو
- مربی‌های رقص:
  - به یون جونگ
  - چوی یونگ جون
  - می جی لی
- مربی رپ:
  - چیتا
- مجری‌های ویژه:
  - جون سو-می (قسمت ۱ و ۵)
  - کانگ دنیل (قسمت ۱)
  - چونگ‌ها (قسمت ۵)
  - یون بو را (قسمت ۶ و ۷)

داور رقص یک روزه: کاهی (قسمت ۱–۲) 
مربی تسکین‌دهنده یک روزه: یون بو را (قسمت ۱۱)